# Want You Back (Haim)
Want You Back è un singolo del gruppo musicale statunitense Haim, il primo estratto dal secondo album in studio Something to Tell You e pubblicato il 3 maggio 2017.

## Tracce
Download digitale
1. Want You Back – 3:54 (Danielle Haim, Este Haim, Alana Haim, Ariel Rechtshaid)